# Ctenomys coyhaiquensis
Espèce
Statut de conservation UICN

 DD  : Données insuffisantes
Ctenomys coyhaiquensis est une espèce de rongeurs de la famille des Ctenomyidae. Comme les autres membres du genre Ctenomys, appelés localement des tuco-tucos, c'est un petit mammifère d'Amérique du Sud bâti pour creuser des terriers. Ce rongeur est endémique du Chili, où, d'après UICN, les populations sont peut-être en danger.
L'espèce a été décrite pour la première fois en 1994 par les zoologistes Douglas Alan Kelt et le chilien Milton Hermes Gallardo.